# Oparcie

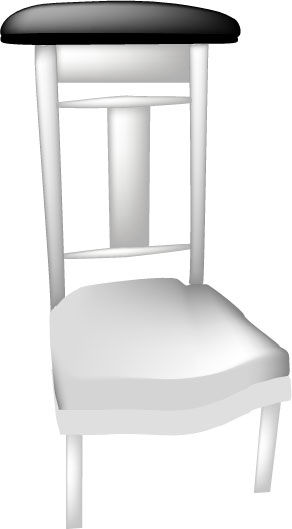
Oparcie - część krzesła

Oparcie – część mebla do siedzenia na której siedząca osoba opiera plecy.
Istnieje wiele rodzajów oparć i są one zależne zwykle od konstrukcji siedziska, którego są częścią. 
Np. meble tapicerowane mają oparcia tapicerowane (pikowane lub nie), inne meble mogą mieć oparcia twarde lub częściowo wyściełane. W meblach biurowych czy też w pojazdach oparcia są dodatkowo wyposażone w możliwość regulacji kąta nachylenia i wysokości.

## Formy oparć
W historii meblarstwa oparcia zyskują różne formy w zależności od panującego ówcześnie stylu.
- Oparcie à la reine - płaskie oparcie w formie zamkniętej, krzywoliniowej ramy ze zdobieniami, źródłosłów swój wywodzi od określenia nadanego meblom z inwentarza królowej Marii Leszczyńskiej
- Oparcie cabriolet - wygięte w płaszczyźnie pionowej, zgodnie z kształtem pleców, też w formie zamkniętej, krzywoliniowej ramy
- Oparcie en gondole - wygięte w płaszczyźnie pionowej, przechodzące płynnie w podłokietniki, otaczające 3/4 siedziska
- Oparcie à médaillon - w kształcie elipsy, czasem wygięte również w płaszczyźnie pionowej; twórcą  tej formy był w 1769  francuski wytwórca krzeseł Louis Delanois

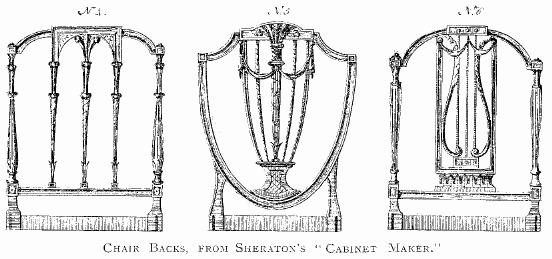
Oparcia krzeseł z wzornika Sheratona
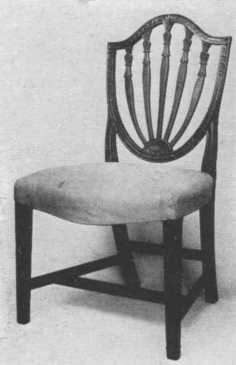
Oparcie w krześle Hepplewhite'a
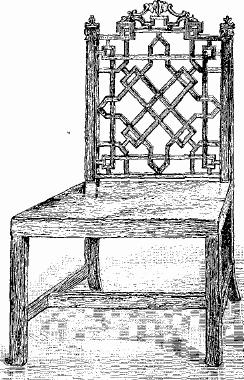
Oparcie w krześle Chippendale'a
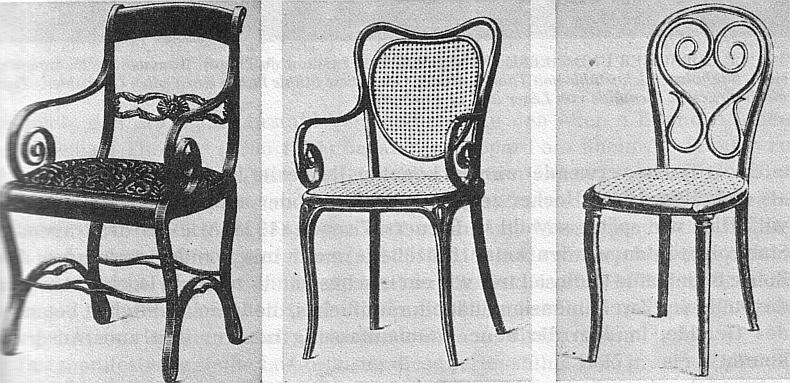
Oparcia krzeseł giętych Thoneta
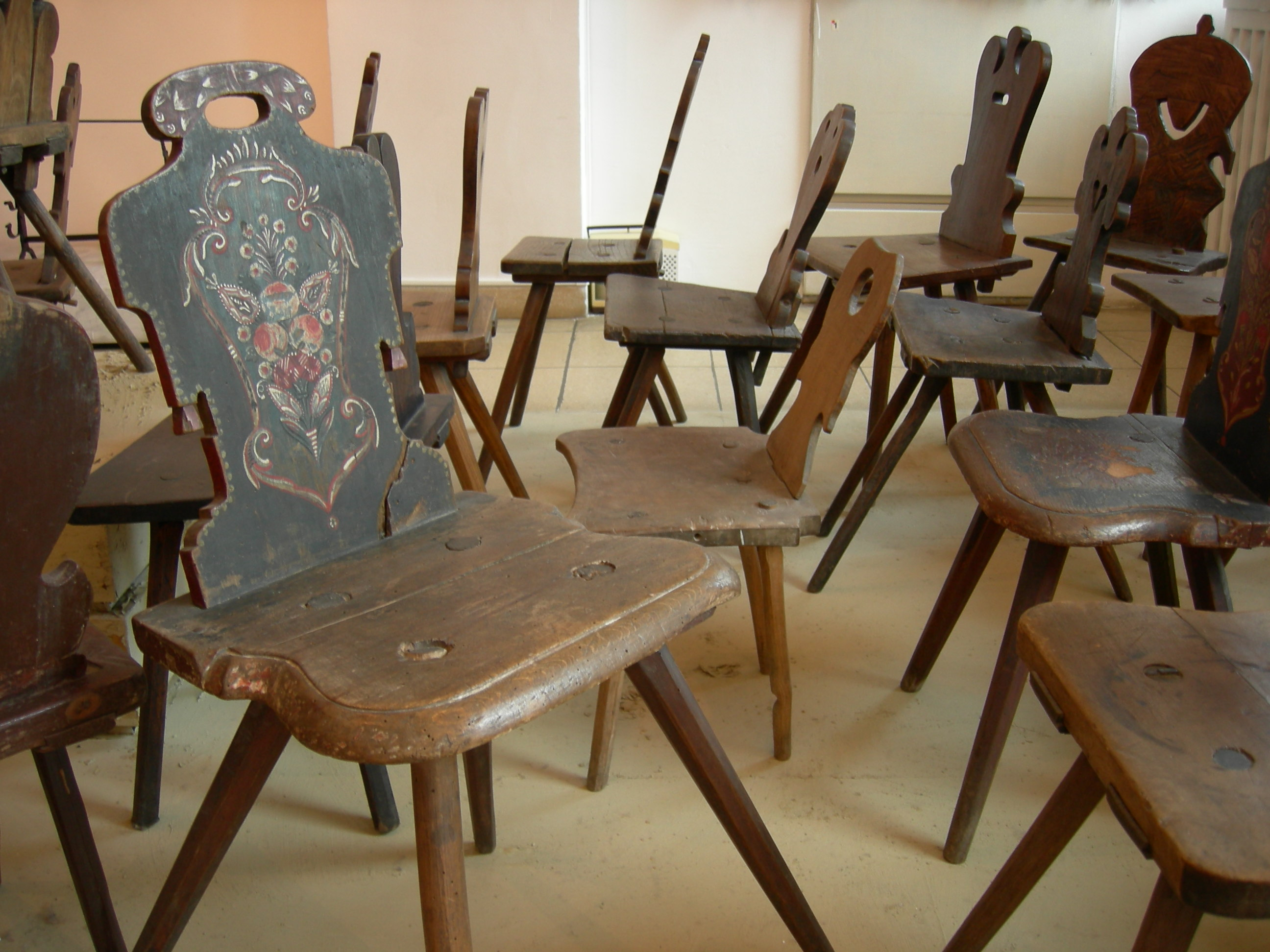
Oparcia deskowe w zydlach twardych
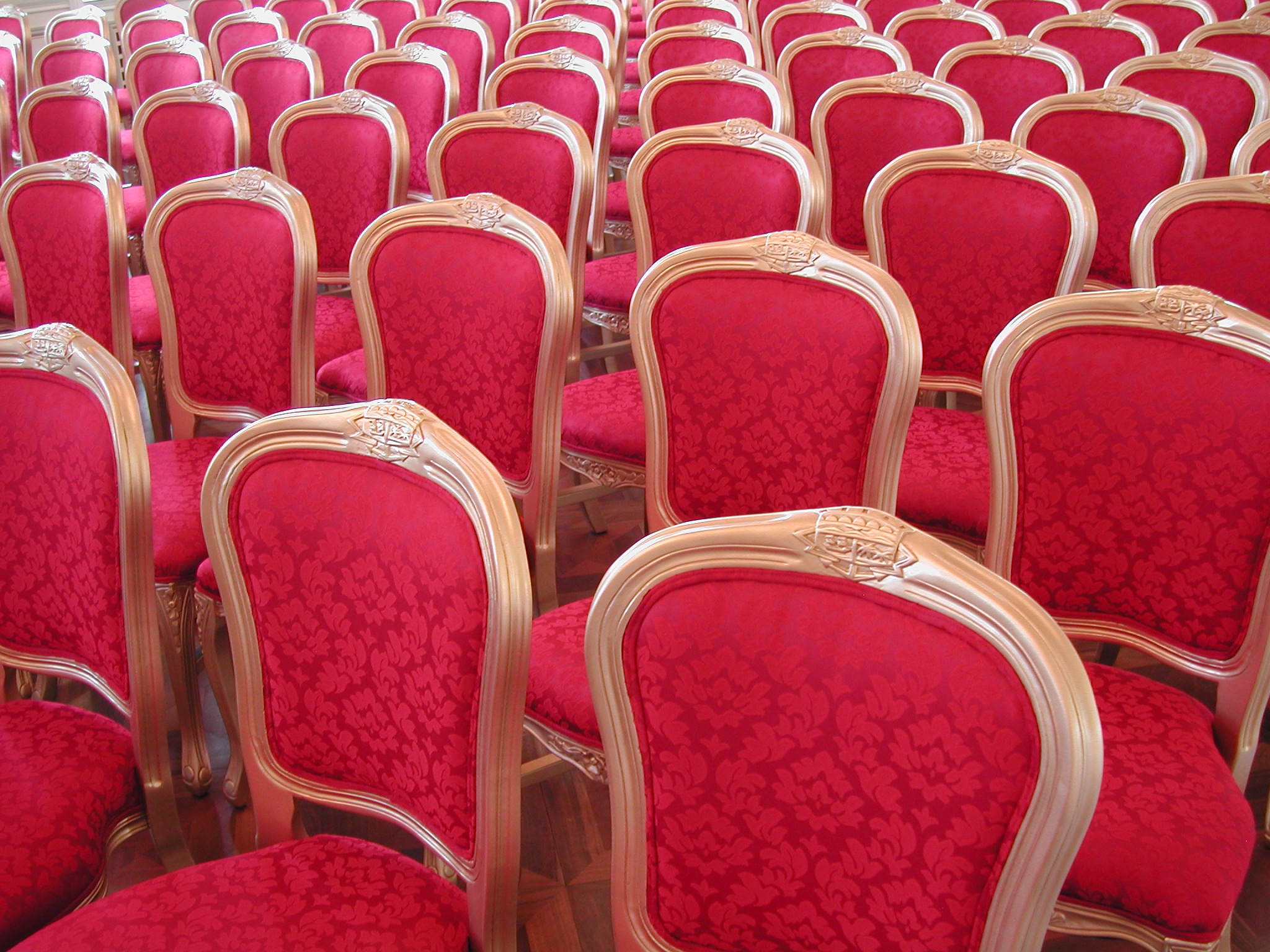
Oparcia kabriolowe
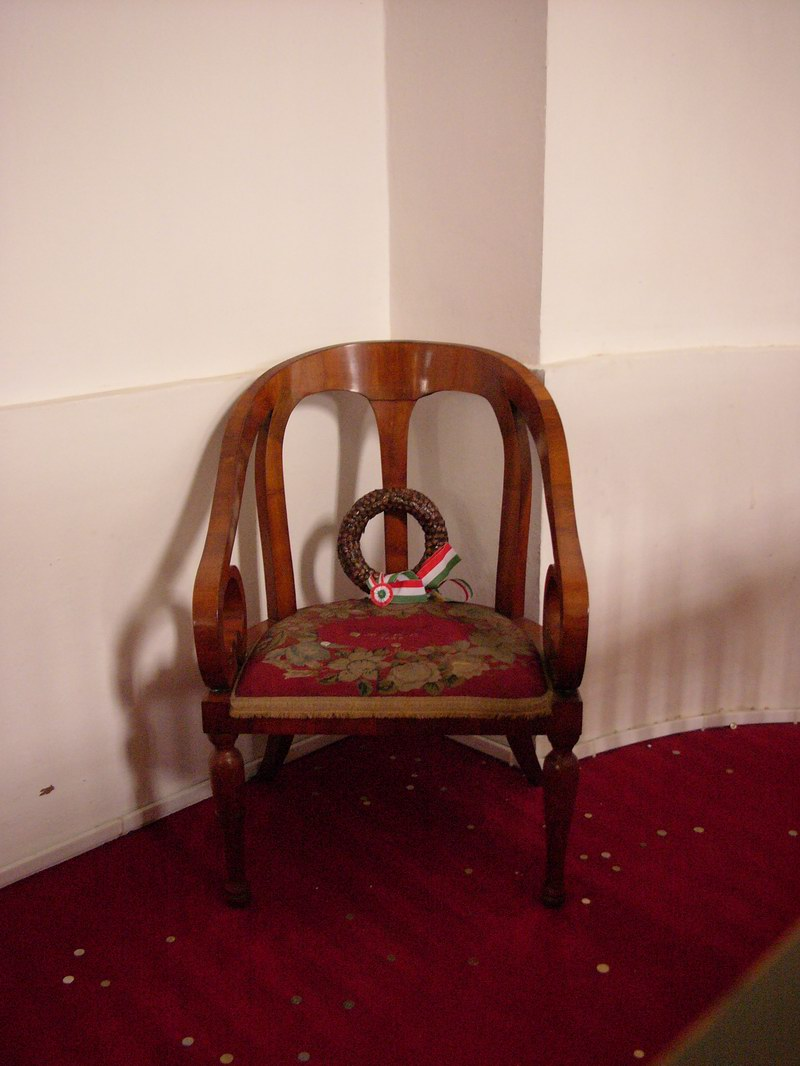
Oparcie gondolowe
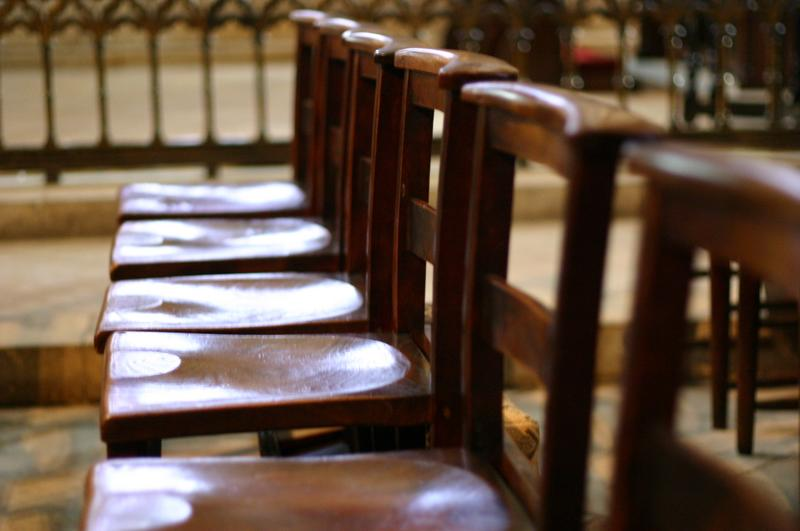
Specyficza forma oparć krzeseł kościelnych
Oparcia foteli w teatrze